# Elizabeth Wentworth Roberts
Elizabeth Wentworth Roberts (10 de junio de 1871 - 12 de marzo de 1927) fue una pintora estadounidense que vivió y trabajó en Filadelfia, París y Concord, Massachusetts. Estableció la Medalla de Oro Jennie Sesnan en la Academia de Bellas Artes de Pensilvania, donde estudió y ganó el Premio Mary Smith. También estudió en París en la Academia Julian y Florencia. En Massachusetts, Roberts fundó y financió la Asociación de Arte de Concord.

## Infancia

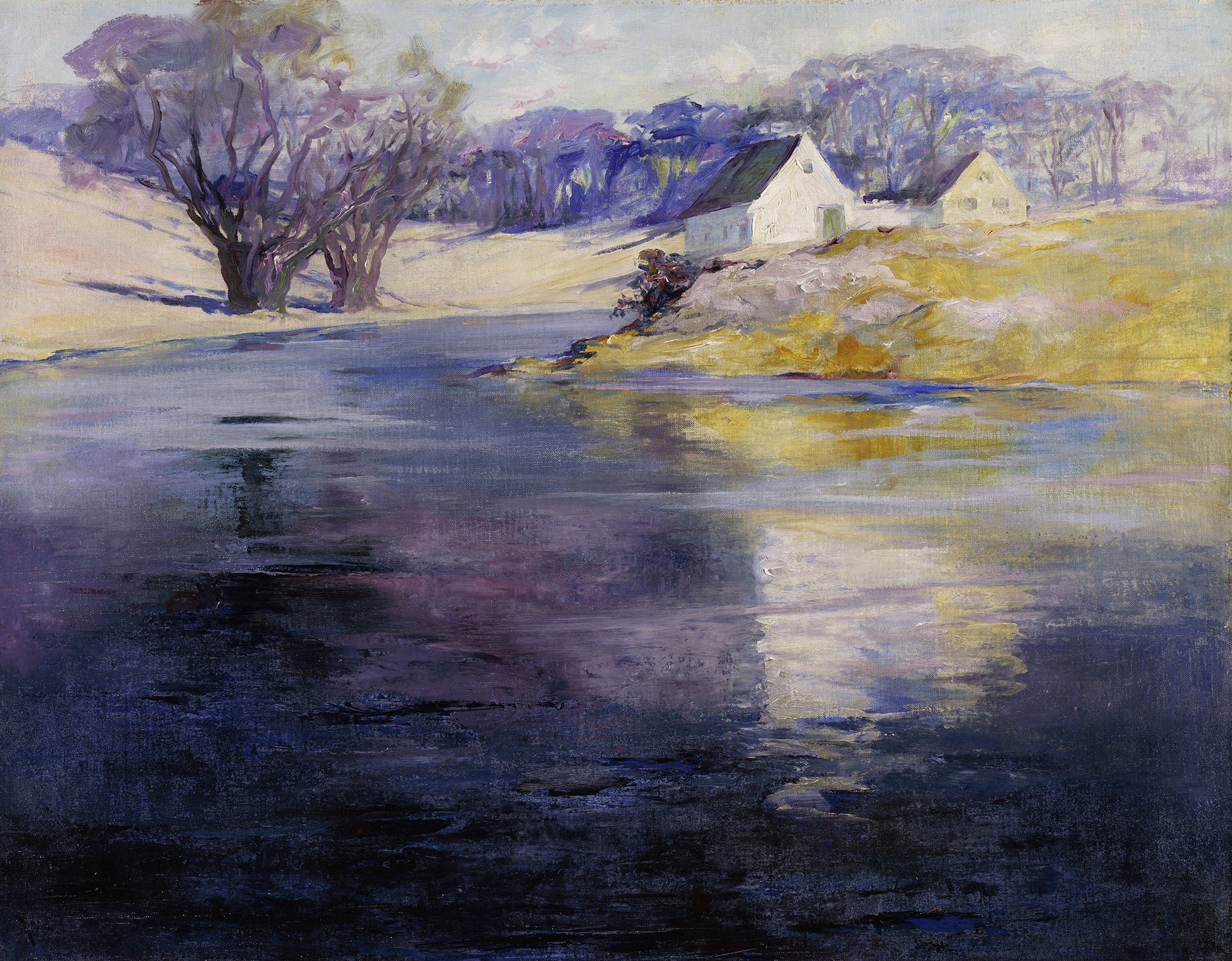
Elizabeth Wentworth Roberts, El río en Concord; Isabella Stewart Gardner Museum.

Elizabeth Wentworth Roberts, también conocida como Elsie, nació como hija única el 10 de junio de 1871 en Filadelfia, Pensilvania.    Su padre era George Theodore Roberts.  Su abuelo paterno ayudó a fundar la Pennsylvania Railroad Corporation e hizo fortuna en las industria ferroviaria y la minería del carbón.   Ya sabía que quería pintar cuando tenía 15 años.  Su madre, Sarah Cazenova Roberts, quería que fuera una mujer joven con estilo en la sociedad de clase alta de Filadelfia y Nueva York. 

## Formación

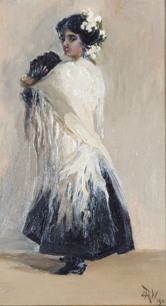
Elizabeth Wentworth Roberts, El abanico negro, 1906.

Roberts estudió arte en Filadelfia con Elizabeth Bonsall (1861-1956) y Henry R. Poore (1859-1940) de Nueva York.   Ganó el premio Mary Smith en 1889  en una exposición de la Academia de Bellas Artes de Pensilvania por una pintura que se describió como hermosa, original y hábilmente ejecutada con una "finura de color".   También ganó una beca de asociada en la PAFA.  En París, estudió en la Academia Julian y después vivió en la ciudad durante ocho años. Roberts estudió con Jules Joseph Lefebvre, Robert Fleury, Beaugereau y Merson.  Como las clases en la escuela segregaban a hombres y mujeres, Roberts sintió el aguijón de la discriminación sexual y dijo: "Puedo pintar tan bien como cualquier hombre". 
Roberts tenía un estudio cerca del Parque Monceau. Inicialmente, realizó pinturas de animales, a instancias de Lefebvre. Mientras estaba en París, comenzó a pintar temas religiosos y obras figurativas. Expuso una pintura de dos viudas en una iglesia, Bienaventuradas las que lloran, en el Salón del Palais des Champs Elysees en la primavera de 1892 y recibió una mención de honor, junto con el escultor neoyorquino Daniel Chester French. Ridgeway Knight (1839-1924), Rodolphe Julian (1839-1907) y Edwin Lord Weeks (1849-1903) le enviaron sus felicitaciones. La reportera del Philadelphia Evening Telegraph, Lucy H. Hooper, que estaba en París en ese momento, declaró: "Esta es una obra singularmente poderosa creada por una chica de veinte años." 

En 1897, expuso varias obras religiosas en el Salón de París, La Virgen de San Marcos y La Virgen de la Rosa, de cinco paneles, realizadas en Italia. Roberts fue a Florencia en 1898, donde siguió dos años adicionales de estudio.  Estudió y copió pinturas de Botticelli y aprendió las técnicas de los viejos maestros. 

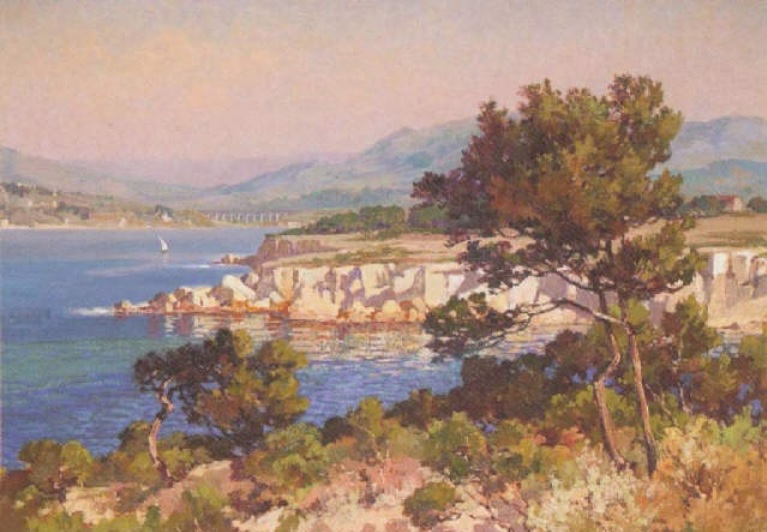
Elizabeth Wentworth Robers, Paisaje de California, 1920.

## Carrera
Tenía un estilo rápido y expresivo como John Singer Sargent  y era conocida por sus pinturas de paisajes y marinas. Sus obras se han vendido por más de 44.000 dólares.  Roberts expuso sus obras en los Estados Unidos y en París.  Sin embargo, se sintió desanimada porque sus obras no fueron aceptadas para su exhibición en las principales galerías, se vendieron pocas de sus pinturas y no fue aceptada como miembro de la Sociedad Copley de Boston. 
En 1899  regresó a Estados Unidos. Expuso algunas pinturas realizadas en Europa en la Academia de Pensilvania, donde ganó un premio por su pintura de paisaje,  y en la Galería Lindsay de Filadelfia en 1899.  También exhibió The Green Gown, Types of the Black Woods y El cumpleaños de mi abuela.  Su madre murió en 1900. 
En 1902, Roberts fundó en la Academia de Bellas Artes de Pensilvania, la Medalla de Oro Jennie Sesnan al mejor paisaje.  La galería Doll and Richards de Boston expuso sus retratos del profesor Frank B. Sanborn y del juez John S. Keyes.  Roberts envió sus obras a galerías y museos en las principales ciudades de Estados Unidos.  En 1908, el Instituto de Artes de Detroit realizó una exposición de 30 de los paisajes marinos de Robert, algunos de los cuales incluían a niños jugando y familias. 
Sus pinturas se expusieron en el Museo de Arte de Indianápolis en 1908, 1910 y 1914.  En 1911, expuso en The Plastic Club en Filadelfia. 

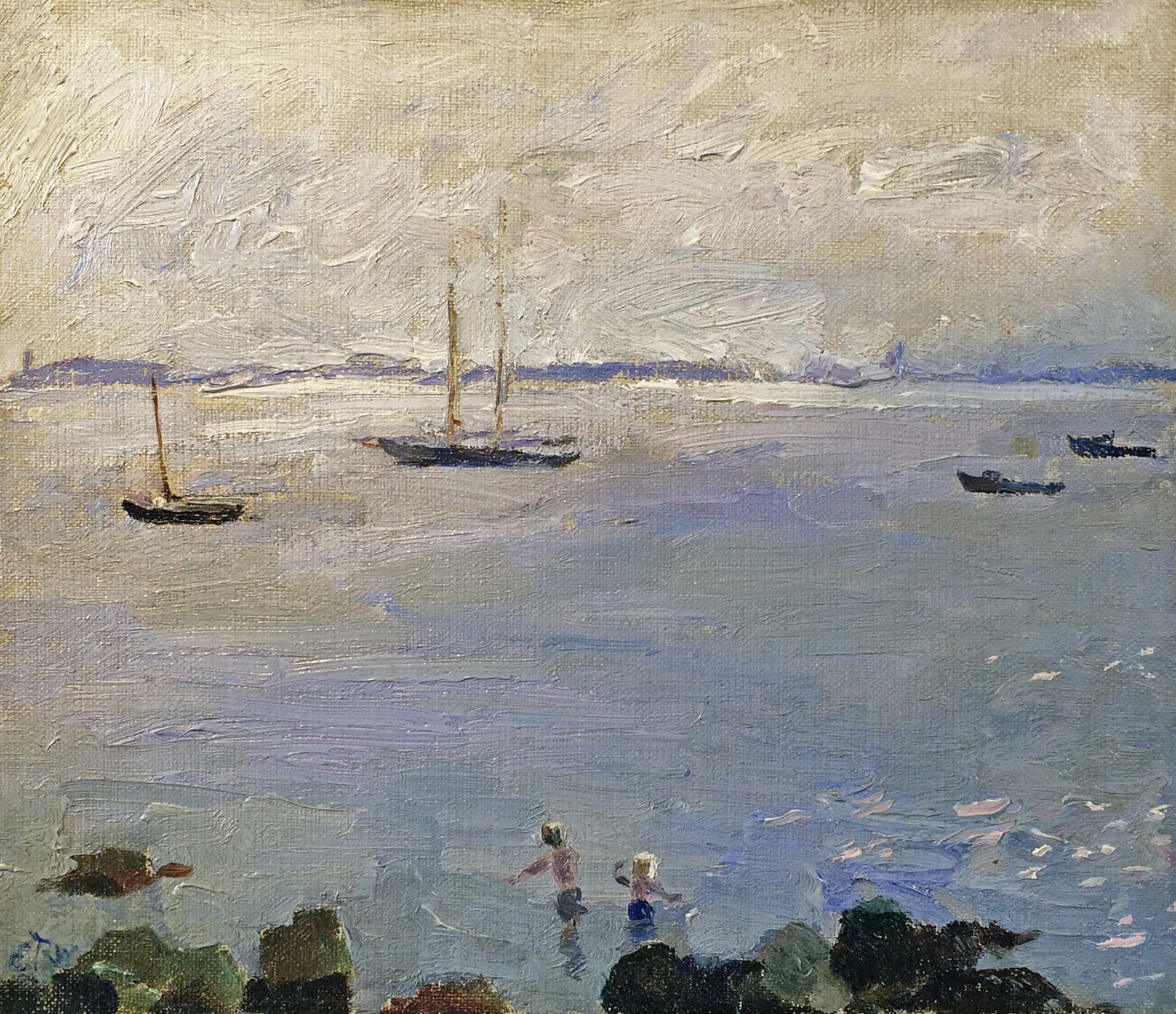
Día soleado, Elizabeth Wentworth Roberts.

Durante la Primera Guerra Mundial, Roberts apoyó el esfuerzo bélico donando algunas de sus pinturas, incluidas las que pintó de mujeres reunidas para coser ropa en la Primera Iglesia Parroquial de Concord. Las mujeres estaban haciendo ropa para los refugiados que habían huido de sus hogares en Bélgica a Inglaterra.  Debido a no pasar los exámenes físicos, no pudo incorporarse a la Cruz Roja como deseaba.  

### Asociación de Arte de Concord
Roberts fundó y financió la Concord Art Association en 1917  y durante 10 años dirigió sus exposiciones.  El propósito de la organización era promover y fomentar el arte y realizar exposiciones de arte en Concord. Compró la John Ball House en 1922 y contrató a la arquitecta Lois Howe para renovar el edificio para su uso como Centro de Arte de Concord, el nombre original de la organización. El segundo y tercer piso de la casa construida en 1750 fueron remodelados para espacio de galería y para un gran salón. Se instaló una claraboya para proporcionar luz natural a la galería.  La gran inauguración se llevó a cabo el 6 de mayo de 1923, con las obras de sesenta pintores y dieciocho escultores de Europa y Estados Unidos. Entre los artistas destacados estaban Claude Monet, Robert Henri, Mary Cassatt y John Singer Sargent. 

## Vida personal

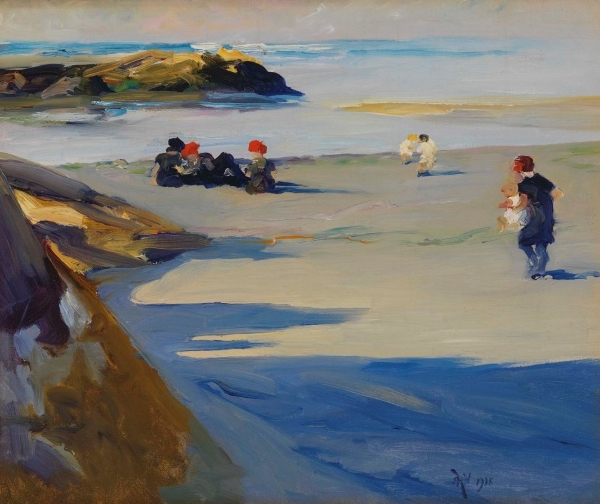
Elizabeth Wentworth Roberts, Figuras en la arena, Annisquam, 1915.

Roberts heredó las residencias familiares, incluida una casa de verano en Hopkinton, New Hampshire de su madre y un apartamento en Nueva York.   Grace Keyes, una golfista que en 1900 fue campeona de golf femenina de Massachusetts, se convirtió en su compañera. Keyes, que también disfrutaba de la pesca y el tenis, se convirtió en presidenta de la Asociación de Golf de Mujeres de Massachusetts. Debido a complicaciones luego de una apendicectomía, Keyes se retiró.  Las dos mujeres comenzaron a vivir juntas en 1900 en una casa de Concord, Massachusetts, que Roberts compró en Estabrook Road. Roberts fue recibida en la familia Keyes. Pero no estaba en contacto con su padre. Roberts pintó retratos del juez John S. Keyes y otros miembros de la familia. Tenía períodos de depresión y un comportamiento reservado. 
Finalmente, a Roberts se le ordenó no trabajar como resultado de una enfermedad que requirió cirugía, lo que la dejó muy abatida. En 1926, le diagnosticaron psiconeurosis y fue ingresada en el Hospital General de Massachusetts.  Se ahorcó el 12 de marzo de 1927, el mismo día que murió su padre, en su casa de Concord.  
Keyes organizaba la vida personal, la casa, el horario de trabajo y las vacaciones nacionales e internacionales de Robert. Aparte de New Hampshire, pasaban los veranos en su casa flotante a lo largo de la costa de Nueva Inglaterra o en su casa en Annisquam, Massachusetts, donde Roberts pintó muchas de sus pinturas costeras. 
Grace fue la heredera del patrimonio de Roberts. Murió en 1950, momento en el que la Children's Aid Society recibió la herencia.  Un retrato de ella pintado en 1925 por Lucy May Stanton se encuentra en la colección de la Asociación de Arte de Concord.  

## Colecciones
- Brown Corbin Fine Art, Lincoln, Massachusetts - Playa de Annisquam, óleo [15]
- Cape Ann Fine Arts, Massachusetts - Mujeres cosiendo, 1915 [6]
- Concord Art Association, Massachusetts - El cumpleaños de mi abuela, en 1899 [2]
- Concord Town House, Massachusetts - Memorias de Antietam [16]
- McCord Museum, Montreal - Escena fluvial, 1906, óleo sobre lienzo, pertenece al Museo de Nuevo Brunswick [17]
- Museo de Bellas Artes de Boston - Tarde de playa, hacia 1910, óleo sobre lienzo [18]
- Academia de Bellas Artes de Pensilvania - Niño con violín, 1901 [19]